# Luz de Tavira e Santo Estêvão
Luz de Tavira e Santo Estêvão (llamada oficialmente União das Freguesias de Luz de Tavira e Santo Estêvão) es una freguesia portuguesa del municipio de Tavira, distrito de Faro.

## Historia
Fue creada el 28 de enero de 2013 en aplicación de una resolución de la Asamblea de la República de Portugal promulgada el 16 de enero de 2013 con la unión de las freguesias de Luz de Tavira y Santo Estêvão, pasando su sede a estar situada en la antigua freguesia de Luz de Tavira.

## Demografía
| Gráfica de evolución demográfica de Luz de Tavira e Santo Estêvão entre 2011 y 2021 |
|                                                                                     |
| Datos según el nomenclátor publicado por el INE portugués.                          |